# 有明花園

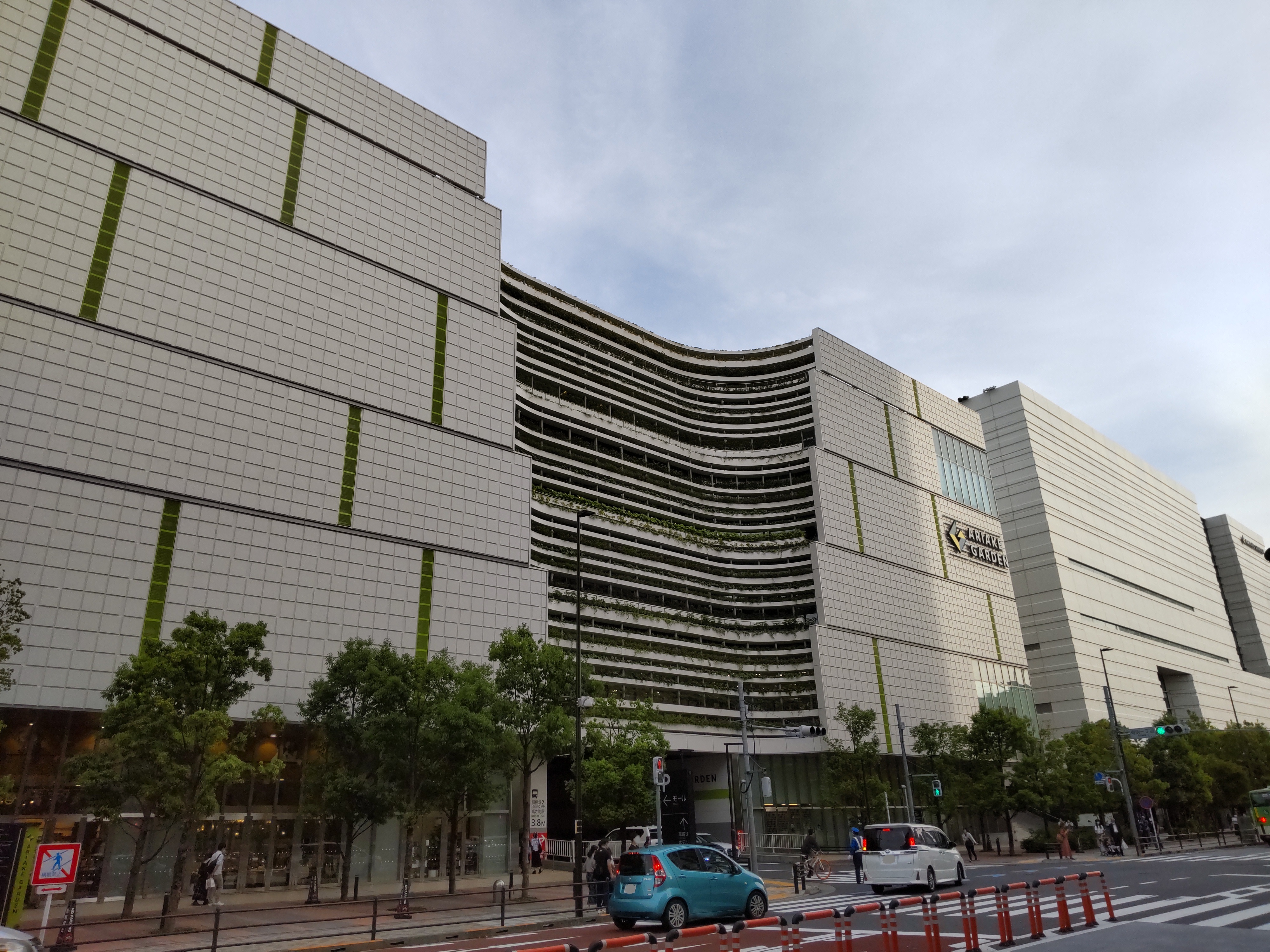
有明花園

有明花園（日语：有明ガーデン）是日本東京都東京都江東區有明的一個綜合設施，由住友不動產開發。開業於2020年6月17日。包括購物中心、飯店、有明四季劇場、東京花園劇場、高層公寓City Towers東京Bay。